# 秦皇島オリンピック・スポーツセンター・スタジアム
秦皇島オリンピック・スポーツセンター・スタジアム(チンホアンタオ-、中国語:秦皇岛市奥体中心体育场、英語:Qinhuangdao Olympic Sports Center Stadium）は、中国河北省秦皇島市にある33000人収容できる競技場。2008年北京オリンピックのサッカー競技（グループリーグ）で使用された。秦皇島五輪スタジアムとも表記される。

## 施設の概要
スタジアムは33000人収容の陸上競技場。スタジアムは帆船の形をして膜状の屋根がかかっている。6億3千元と2年をかけて建設された。
スポーツセンター全体はサブグラウンド2面、体育館などがある。敷地面積37ヘクタール。

## 施設の歴史
- 2002年5月着工
- 2004年7月竣工

## 主な大会・イベント
- 2006年8月日中韓サッカーU-21代表交流戦
- オリンピック・プレ大会として2007年7月女子サッカー4カ国対抗戦
- 2008年の北京オリンピックで、サッカーのグループリーグが行われた。

## 所在地・アクセス
- 北京から東へ約300キロ